# Plimbarea de dimineață
Plimbarea de dimineață este un tablou pictat de Thomas Gainsborough. Dimensiunile tabloului sunt 236 x 179 cm și se găsește la National Gallery, Londra.

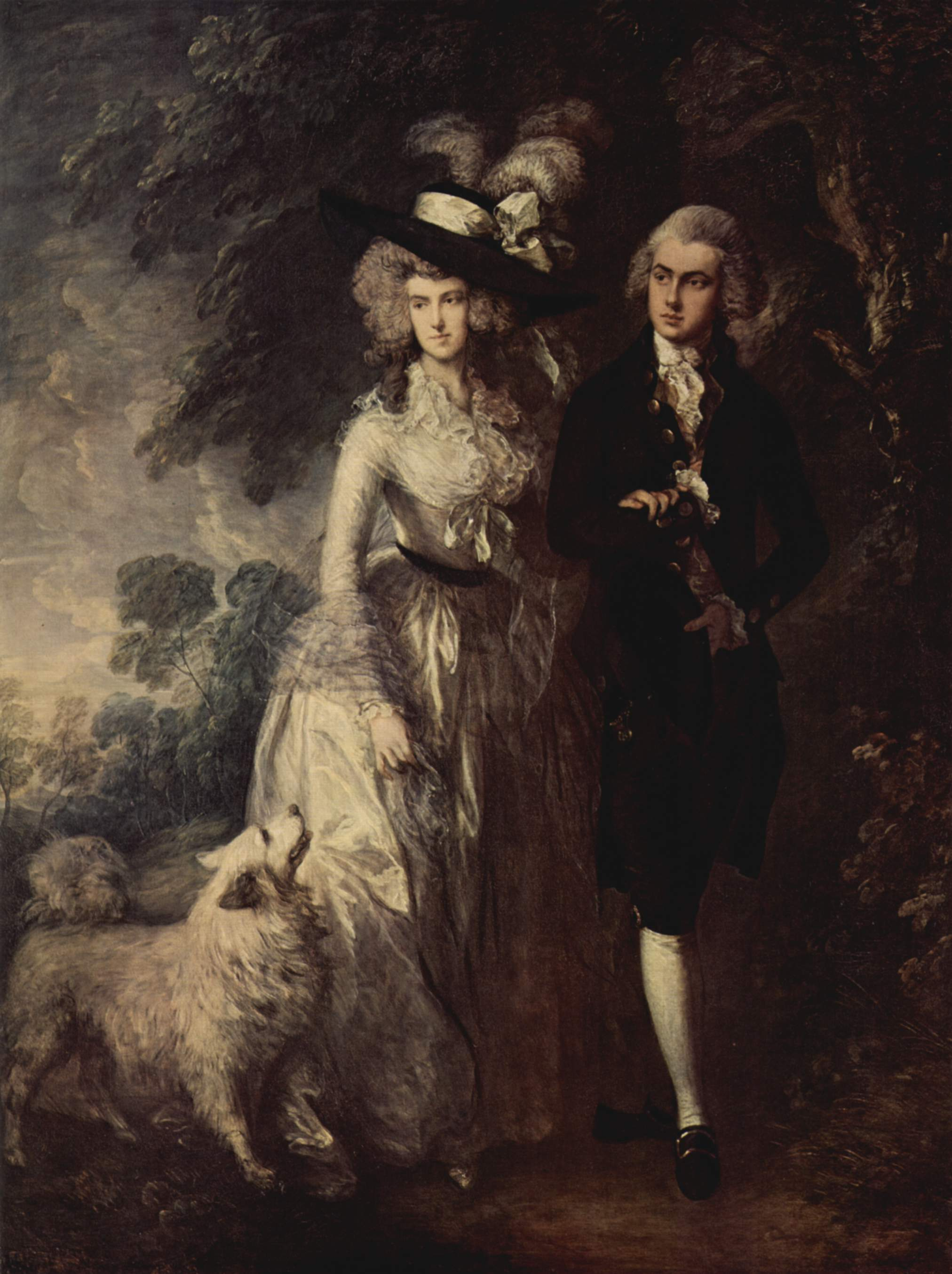

## Descriere
În Plimbarea de dimineață (tabloul mai este intitulat: "Mr. și Mrs. William Hallett"), Gainsborough reușește să obțină un efect de desăvârșită eleganță și rafinament. Portretul dublu al tânărului cuplu este o dovadă a faptului că pictorul reușește să observe și să transpună apoi pe pânză cele mai delicate sentimente și impresii. În acest tablou desenul pare mai puțin fluid, compoziția, cel puțin la prima vedere, ne dă senzația de nesiguranță. Și totuși Gainsborough atinge cu această operă apogeul artei sale.
Latifundiarul William Hallett și soția acestuia, Elisabeth, au plecat la o plimbare. Un vânt ușor mișcă iarba și frunzele, în timp ce în fundal se risipește ceața dimineții. Privirile atente exprimă atât dinamism, cât și stabilitate. Grația și frumusețea doamnei Hallett sunt redate de Gainsborough cu ajutorul unei linii arcuite care îi deseneaza brațul. Frumusețea naturală, subtilă a tinerei femei este, de asemenea, oglindită pe chipul delicat, cu trăsături nobile. Veșmintele sunt redate cu foarte mare grijă și atenție pentru detalii. Rochia de mătase și șalul de muselină flutură sub adierea ușoară a vântului. Cu aceeași grijă pictează Gainsborough coafurile celor două personaje și blana câinelui care-i însoțește. Și totuși aceste fragmente, la fel ca și fundalul și veșmintele, sunt pictate cu trăsături de penel temperamentale, hotărâte și rapide. Grație acestei soluții plastice, tabloul emană poezia unei opere nefinisate care lasă loc imixtiunii privitorului. Dacă privim tabloul de la distanță, fețele par netede, aproape lustruite. Când ne apropiem însă, putem observa că ovalul lor a fost obținut cu ajutorul unor linii care ne poartă cu gândul la crestăturile specifice gravurilor. Gainsborough reușește să surprindă tinerețea și frumusețea tinerei perechi.